# Heteroxenotrichula arcassonensis
Heteroxenotrichula arcassonensis är en djurart som tillhör fylumet bukhårsdjur, och som beskrevs av Joseph Ruppert 1979. Heteroxenotrichula arcassonensis ingår i släktet Heteroxenotrichula och familjen Xenotrichulidae. Inga underarter finns listade i Catalogue of Life.